# 声侯
声侯（せいこう、生年不詳 - 紀元前457年）は、春秋時代の蔡の君主。姓は姫、名は産。成侯の子で、成侯の後を受けて蔡国の君主となった。在位15年。